# 吉田裕
吉田裕（1954年11月2日—）是一名日本歷史學家。一橋大學名譽教授，东京大空袭战灾资料中心館長，近代史學會代表。其專業為日本近代軍事史、日本近代政治史。

## 經歷
吉田於1954年生於埼玉縣豐岡町（現入間市）。1973年畢業於埼玉縣立川越高中。進入東京教育大學文學部就讀，師從大江信男。1977年畢業於東京教育大學後，進入一橋大學研究科社會學研究科學習。師從藤原彰。1979年，一橋大學社會學研究科碩士畢業。1983年，退出一橋大學社會學研究所博士課程。
1983年，他成為一橋大學社會學部的助理研究員。1985年晉升為專任講師，1987年晉升為助理教授，1996年晉升為教授，並自2000年起任一橋大學社會學研究所教授。2008年，他成為和平與和解研究中心的聯合主任，在2018年從一橋大學退休後，他成為一橋大學名譽教授和一橋大學社會科學研究科特聘教授。
2019年，吉田就任東京空襲戰損文獻中心主任。

## 著作

### 單著
- 『徵兵制』（學習之友社，1981年）
- 『天皇的軍隊和南京事件——另一場中日戰爭史』（青木書店，1986年）
- 『昭和天皇的終戰史』（岩波新書，1992年）
- 『日本人的戰爭觀——戰後史中的變容』（岩波書店，1995年/岩波現代文庫，2005年）
- 『現代歷史學與戰爭責任』（青木書店，1997年）
- 『日本的軍隊——士兵們的近代史』（岩波新書，2002年）
- 『系列日本近現代史（6）亞洲·太平洋戰爭』（岩波新書，2007年）
- 『現代歷史學和軍事史研究——其新的可能性』（校倉書房，2012年）
- 『日本軍士　亞洲·太平洋戰爭的現實』（中公新書，2017年）

### 共著
- （藤原彰・伊藤悟・功刀俊洋（日语：功刀俊洋））『天皇的昭和史』（新日本出版社，1984年）
- 南京事件調查研究會編『南京大屠殺否定論13個謊言』（柏書房，1999年）
- （森茂樹）『戰爭的日本史（23）亞洲·太平洋戰爭』（吉川弘文館，2007年）

### 編輯
- 『日本的時代史（26）戰後改革和逆轉』（吉川弘文館，2004年）

### 共同編輯
- （吉見義明）『資料日本現代史（1）日中戰爭期的國民動員』（大月書店，1984年）
- （粟屋憲太郎）『國際檢察局（IPS）審訊調查書』（日本圖書中心，1993年）
- （粟屋憲太郎）『國際檢察局查獲重要文書』（日本圖書中心，1994年）
- （松野誠也）『十五年戰爭期軍紀·風紀相關資料』（現代史料出版，2001年）
- （原武史）『岩波天皇·皇室辭典』（岩波書店，2005年）
- （笠原十九司）『現代歷史學和南京事件』（柏書房，2006年）
- （倉澤愛子・杉原達（日语：杉原達）・成田龍一（日语：成田龍一）・テッサ・モリス＝スズキ（日语：テッサ・モリス＝スズキ）・油井大三郎（日语：油井大三郎））『岩波講座亞洲·太平洋戰爭』（全8卷）（岩波書店，2005年-2006年）
- 『平成天皇制是什麼 制度和個人之間』瀬畑源（日语：瀬畑源）、河西秀哉（日语：河西秀哉）共編 岩波書店，2017年

### 其他
- 電視劇《這個世界的角落》歷史監修

## 外部連結
- 教員紹介/吉田裕 （页面存档备份，存于） - 一橋大学大学院社会学研究科・社會學部